# Синявский, Виктор Васильевич
Виктор Васильевич Синявский (15 апреля1935 - 17 мая 2023) — советский и российский конструктор, изобретатель и учёный, доктор технических наук, профессор МГТУ имени Н. Э. Баумана, заслуженный изобретатель РФ (11.05.1998), участник создания космических ядерных энергетических установок.

## Биография
Родился в апреле 1935 года в Чапаевске, сын инженера-химика Василия Васильевича Синявского. В 1938 году переехал с родителями в Дзержинск, в 1946 году — в Воскресенск. Там окончил школу № 2 (1953, с серебряной медалью).
В 1953—1958 годах студент МИХМ (Московский институт химического машиностроения). 
Получил распределение в Центральное артиллерийское конструкторское бюро — ЦАКБ (главный конструктор Василий Гаврилович Грабин) (Подлипки). В июле 1959 года ЦАКБ вместе с экспериментальным заводом вошёл в состав НИИ-1 (С. П. Королёв). С 1966 года Центральное конструкторское бюро экспериментального машиностроения (ЦКБЭМ), с 1974 года Научно-производственное объединение «Энергия», в настоящее время Ракетно-космическая корпорация «Энергия».
Там работал до выхода на пенсию в 2008 году, последняя должность — начальник сектора. С 2008 года — научный консультант президента РКК «Энергия».
В 1970 году защитил кандидатскую диссертацию.
В 1996 году защитил докторскую диссертацию в форме научного доклада:
- Теплоэлектрические проблемы проектирования термоэмиссионного реактора-преобразователя космических ядерно-энергетических установок большой мощности : диссертация … доктора технических наук в форме науч. докл. : 05.14.03. — Калининград, Московской обл., 1996. — 89 с.

Профессор МГТУ имени Н. Э. Баумана, читал курс «Конструирование и расчёт бортовых энергоустановок».
Участвовал в проектировании ракеты Н-1, ЯРДУ «Геркулес». Руководил работами по созданию термоэмиссионных ядерных энергетических установок большой мощности космического назначения.
Заслуженный изобретатель РФ (11.05.1998). Награждён медалью ордена «За заслуги перед Отечеством» II степени.

## Сочинения
- Проектирование и испытания термоэмиссионных твэлов / В. В. Синявский, В. И. Бержатый, В. А. Маевский, В. Г. Петровский. — Москва : Атомиздат, 1981. — 96 с. : ил.; 21 см.
- Методы определения характеристик термоэмиссионных твэлов / В. В. Синявский. — Москва : Энергоатомиздат, 1990. — 183,[2] с. : ил.; 21 см; ISBN 5-283-03876-9 : 60 к.
- Магнитогидродинамические насосы космических ядерно-энергетических установок : монография / В. В. Синявский, С. Р. Троицкий ; ОАО «Ракетно-космическая корпорация „Энергия“ имени С. П. Королева». — Королёв : Энергия, 2015. — 287 с. : ил., табл.; 21 см; ISBN 978-5-600-01101-4 : 100 экз.
- Концептуальные проекты роботизированных космических комплексов на базе ядерных энергетических и электроракетных двигательных установок для добычи и доставки к Земле термоядерного топлива гелия-3: учебное пособие / В. В. Синявский ; ПАО «Ракетно-космическая корпорация „Энергия“ имени С. П. Королёва», ФГБОУ ВО «Московский государственный технический университет имени Н. Э. Баумана (национальный исследовательский университет)» (МГТУ им. Н. Э. Баумана). — Королёв : Энергия, 2019. — 492 с. : ил., табл.; 21 см; ISBN 978-5-6042281-2-8
- Сухов Ю. И., Синявский В. В. Обзор работ РКК «Энергия» им. С. П. Королева по термоэмиссионным ядерным энергетическим установкам большой мощности космического назначения // Ракетно-космическая техника. Труды. Сер. XII. Королев: РКК «Энергия», 2000. Вып. 3-4. С. 13-48.
- Синявский В. В. О работах РКК «Энергия» им. С. П. Королева в области создания ядерно-энергетических и ядерных электроракетных двигательных установок большой мощности // Ракетно-космическая техника. Труды. Сер. XII. Королев: РКК «Энергия», 2007. Вып. 1-2. С. 8-19.
- Синявский В. В., Бержатый В. И., Маевский В. А., Петровский В. Г. Проектирование и испытания термоэмиссионных твэлов // М.: Атомиздат, 1981. 19. Синявский В. В. Методы и средства экспериментальных исследований и реакторных испытаний термоэмиссионных сборок // М.: Энергоатомиздат, 2000.